# Тагос
Тагос или Таг (на старогръцки: τᾱγός, τάγης «предводител, вожд») е върховният главнокомандващ тесалийската тетрархия в Антична Тесалия.
Тагосът се появява през VII век пр. Хр. когато четирите области на Тесалия се обединяват в общ военен съюз. Избирал се пожизнено из средите на аристократичните родове на антична Тесалия, на които принадлежала върховната военна власт.
През VI век пр. Хр. тесалийския съюз се разпада, с което престава избирането на тагос.
През първата половина на IV век пр. Хр. Тесалия отново е обединена под властта на тирана на Фере - Язон Ферейски, който заставя всички тесалийци да го припознаят за тагос в 374 г. пр.н.е. С това традицията по избора на тагос се възобновява и продължава докато Тесалия не е присъединена към Древна Македония.